# Aage Rübner Jørgensen
Aage Rübner Jørgensen (født 30. maj 1915 i Skanderborg, død 29. august 1943 i Korsør) var søløjtnant af 1. grad af reserven på minestrygeren Hajen og faldt under Danmarks besættelse, da han modsatte sig tyskernes angreb den 29. august 1943.
Han var født 1915 i Skanderborg. Efter realeksamen kom han ud at sejle og var bl.a. to gange jorden rundt med den svensk-finske skibsreder Gustav Erikssons store sejlskibe. Senere blev han uddannet skibsfører. Efter værnepligten gik han på Søofficersskolen, og ved sin død havde han rang af løjtnant af 1. grad og var næstkommanderende på minestrygeren Hajen.
Han var gift med Inge Jørgensen, født 15. marts 1917 i København, og død sammesteds 5. august 1985, overassistent på Holmen, København. De boede i Nyboder og fik 2 børn.
Et monument for ham og Christian Thomsen, der ligeledes blev dræbt i kamp, er rejst i Rådhushaven i Korsør.
Han er begravet på Soldaterafdelingen på Bispebjerg Kirkegård.